# Westbury, Tasmanien
Westbury är en ort i Australien. Den ligger i regionen Meander Valley och delstaten Tasmanien, i den sydöstra delen av landet, omkring 160 kilometer norr om delstatshuvudstaden Hobart. Antalet invånare är 1 914.
Runt Westbury är det mycket glesbefolkat, med 2 invånare per kvadratkilometer.. Närmaste större samhälle är Deloraine, omkring 15 kilometer väster om Westbury. 
Trakten runt Westbury består till största delen av jordbruksmark. Genomsnittlig årsnederbörd är 1 605 millimeter. Den regnigaste månaden är juli, med i genomsnitt 178 mm nederbörd, och den torraste är februari, med 73 mm nederbörd.